# Anexión de Ucrania Occidental por la Unión Soviética
La anexión de Ucrania Occidental por la Unión Soviética fue el proceso por el cual la URSS incorporó a su territorio las provincias habitadas por mayoría de ucranianos étnicos; es decir, Lvov (Lwów), Stanislav (Stanisławów), Ternópil (Tarnópol) y Volinia (Wołyń), que hasta entonces habían sido ocupadas por Polonia. Sobre la base de una cláusula secreta del Pacto Ribbentrop-Mólotov, la Unión Soviética invadió Polonia el 17 de septiembre de 1939, capturando las provincias orientales de la Segunda República polaca. Las provincias orientales de la Polonia de entreguerras estaban habitadas por una población étnicamente mixta, aunque con polacos étnicos y judíos polacos como habitantes predominantes en las ciudades. Estas tierras forman parte ahora de la Ucrania occidental y la Bielorrusia occidental modernas.
La anexión de los territorios polacos, que se añadieron a la RSS de Bielorrusia y a la RSS de Ucrania, dio como resultado que el Estado soviético ganara cerca de 131,054 km cuadrados, aumentando su población en más de siete millones de personas.

## Historia

### Antecedentes
Durante la Primera Guerra Mundial, el Imperio ruso se derrumbó. Durante la subsiguiente Guerra Civil Rusa, se restableció la independencia de Polonia bajo la forma de la Segunda Mancomunidad Polaco-Lituana. 

Composición étnica de la Segunda República Polaca, con las regiones con mayoría de etnia ucraniana en color anaranjado.

El Estado polaco comenzó a restaurar las fronteras de la Primera Mancomunidad Polaco-Lituana, apoderándose de territorios de Ucrania, Bielorrusia y Lituania, y desarrollando una activa política de expansión al oeste de las tierras del antiguo Reino de Polonia. 
Tras la guerra soviético-polaca, según el Tratado de Riga del 18 de marzo de 1921, Ucrania Occidental pasó a formar parte del Estado polaco y, junto con Bielorrusia Occidental, a formar parte de sus "periferias orientales" (kresy wschodnie). En el marco de la política de "pacificación", las autoridades polacas aplastaron el movimiento de liberación nacional de los ucranianos, cuya columna vertebral eran partidos y organizaciones de izquierda, algunos de los cuales (por ejemplo, el Partido Comunista de Ucrania Occidental) mantenían estrechos vínculos con los órganos del Partido Comunista Soviético de la RSS de Ucrania. 

### La anexión
El 17 de septiembre de 1939, el Ejército Rojo invadió territorio polaco, actuando sobre la base de una cláusula secreta del Pacto Ribbentrop-Mólotov entre la Unión Soviética y la Alemania nazi, firmado el 25 de agosto de ese año. Más tarde, la Unión Soviética negó la existencia de este protocolo secreto, pues en sentido estricto nunca estuvo aliada con la Alemania nazi, y que actuó de forma independiente para «proteger» a las minorías ucraniana y bielorrusa en el Estado polaco en desintegración, como afirmaron los funcionarios soviéticos al embajador polaco Wacław Grzybowski;

Mapa de la República Socialista Soviética de Ucrania, con las regiones anexadas sombreadas en color rojo.

"El gobierno soviético tampoco puede ser indiferente ante el hecho de que los hermanos ucranianos y bielorrusos de su misma sangre, residentes en territorio polaco, se encuentren abandonados a su suerte e indefensos. Ante esta situación, el gobierno soviético ha ordenado al Mando Supremo del Ejército Rojo que ordene a las tropas cruzar la frontera y tomar bajo su protección las vidas y los bienes de la población de Ucrania y Bielorrusia occidentales."
Tras informar a Polonia y a otros países sobre la nota, el 17 de septiembre el gobierno soviético ordenó al Ejército Rojo cruzar la frontera polaca y ocupar los territorios de la "kresy" polaca: Ucrania Occidental y Bielorrusia Occidental, con el Frente Ucraniano comandado por el Komandarm Semión Timoshenko ocupando rápidamente Galitzia y Volinia, es decir las regiones con mayoría de ucranianos étnicos. Estos eventos se conocen como la Campaña de Liberación del Ejército Rojo o la Campaña Polaca de 1939. Las milicias prosoviéticas organizaron manifestaciones de apoyo. Las tropas soviéticas fueron recibidas con genuina alegría por los aldeanos ucranianos debido a la discriminación del gobierno polaco contra la minoría ucraniana en años anteriores.

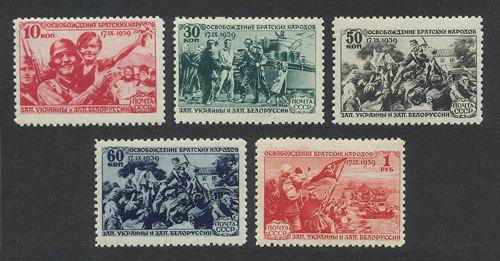
Serie de sellos postales de 1940 que conmemora la anexión de Ucrania occidental y Bielorrusia occidental.

Inmediatamente después de entrar en territorio polaco, las tropas soviéticas ayudaron a establecer «administraciones provisionales» en las ciudades y «comités campesinos» en las aldeas para organizar elecciones de lista única para la «Asamblea Popular de Ucrania Occidental», un órgano parlamentario provisional. Las elecciones fueron diseñadas para dar a la anexión validez. Los votantes podían elegir entre un solo candidato, a menudo un comunista local o alguien enviado a Ucrania occidental desde la Ucrania soviética, para cada puesto de diputado. Luego, los comisarios del Partido Comunista presentaron a la Asamblea resoluciones que impulsarían la nacionalización de los bancos y la industria pesada y la transferencia de tierras a las comunidades campesinas. Los soviéticos rápidamente comenzaron a confiscar, nacionalizar y redistribuir toda la propiedad polaca privada y estatal. Las elecciones tuvieron lugar el 22 de octubre de 1939. Las cifras oficiales indicaron que una rotunda mayoría apoyó a los candidatos designados. 

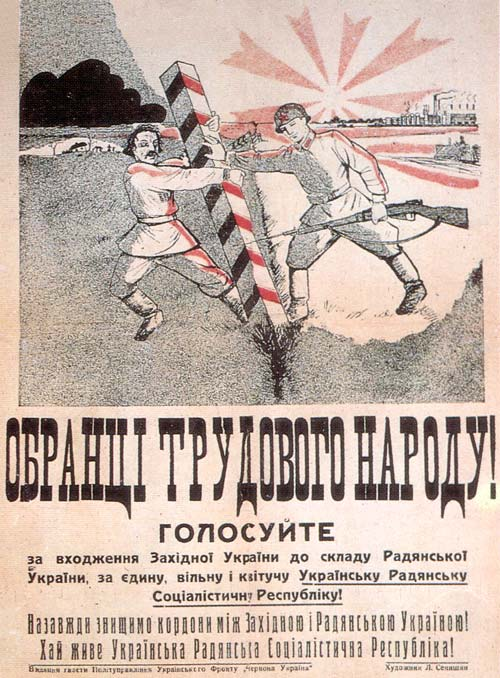
Poster propagandístico a favor de la sovietización dirigida a la población de origen ucraniano en Polonia. En el cartel, escrito en ucraniano, se puede leer: «¡Electores de la clase trabajadora! ¡Votad a favor de la integración de la Ucrania polaca en la Ucrania Soviética! Por una Ucrania unida, libre y próspera. Destruyamos para siempre la frontera entre la Ucrania occidental y la Soviética. ¡Larga vida a la República Socialista Soviética de Ucrania!».

Entre el 26 y el 28 de octubre, la sesión de la Asamblea Popular de Ucrania Occidental celebrada en Lvov (Lwów en polaco) decretó la decisión de unirse a la República Socialista Soviética de Ucrania. El 1 de noviembre, en una sesión extraordinaria del Sóviet Supremo de la Unión Soviética, se firmó la ley sobre la admisión de Ucrania Occidental a la República Socialista Soviética de Ucrania. La propaganda soviética describió la invasión soviética de Polonia como la «liberación de Bielorrusia Occidental y Ucrania Occidental». Muchos ucranianos étnicos, principalmente de clase media y baja dieron la bienvenida a la unificación con la RSS de Ucrania. El 4 de diciembre de 1939, el Presídium del Sóviet Supremo de la URSS emitió un decreto sobre la nueva división administrativo-territorial de Ucrania Occidental, cuyo territorio ha estado representado desde entonces por los óblasts de Lvov, Drogóbich, Ternópil, Stanislav, Volinia y Rovno. Como resultado de la Conferencia de Yalta, la permanencia de la mayor parte de Ucrania Occidental a la URSS fue ratificada, y solo una pequeña parte de la región de Przemysl fue devuelta a la ahora República Popular de Polonia.
El 24 de diciembre de 1989, el Congreso de los Diputados del Pueblo de la Unión Soviética condenó la firma del Protocolo adicional secreto del Pacto Ribbentrop-Mólotov, así como la de otros documentos secretos firmados entre la Unión Soviética y Alemania nazi aunque sin llegar a declarar como "ocupación" a la intervención militar soviética de 1940 como sí lo han calificado en Estonia, Letonia, y Lituania.